# C++/CLI
C++/CLI (Common Language Infrastructure) é uma variante da linguagem C++ criada pela Microsoft em substituição às Managed C++ (MC++). C++/CLI está normalizada pela ECMA como ECMA-372. Atualmente está disponível em todas as edições do Visual Studio a partir do 2005 (também está incluído nas edições Express).

## Diferenças entre Managed C++ e C++/CLI
```
// Managed extensions for C++

#using <mscorlib.dll>

using
 
namespace
 
System
::
Collections
;

__gc
 
class
 
referencetype

{

protected
:

    
String
*
 
stringVar
;

    
int
 
intArr
 
__gc
[];

    
ArrayList
*
 
doubleList
;

public
:

    
referencetype
(
String
*
 
str
,
 
int
*
 
pointer
,
 
int
 
number
)
 
// Qual é managed???

    
{

        
doubleList
 
=
 
new
 
ArrayList
();

        
System
::
Console
::
WriteLine
(
str
->
Trim
()
 
+
 
number
.
ToString
());

    
}

};

```

```
// C++/CLI

// Com o VC++ 2005, a linha seguinte é desnecessária

// o compilador usa a DLL "mscorlib.dll" automaticamente

#using <mscorlib.dll>

using
 
namespace
 
System
::
Collections
::
Generic
;

ref
 
class
 
referencetype

{

protected
:

    
String
^
 
stringVar
;

    
array
<
int
>^
 
intArr
;

    
List
<
double
>^
 
doubleList
;

public
:

    
referencetype
(
String
^
 
str
,
 
int
*
 
pointer
,
 
int
 
number
)
 
// Ambiguidade inexistente

    
{

        
doubleList
 
=
 
gcnew
 
List
<
double
>
();

        
System
::
Console
::
WriteLine
(
str
->
Trim
()
 
+
 
number
);

    
}

};

```